# Belgische Gouden Schoen 2014
De Belgische Gouden Schoen 2014 werd op 14 januari 2015 uitgereikt. Het was de 61e keer dat de voetbaltrofee voor de beste speler in de Belgische competitie werd uitgedeeld. De uitreiking vond plaats in de AED Studios in Lint. Dennis Praet van RSC Anderlecht won de prijs voor de eerste keer. Hij ontving de Gouden Schoen uit handen van premier Charles Michel en Chelsea-doelman Thibaut Courtois. Het gala werd uitgezonden door VTM en gepresenteerd door Tom Coninx, geassisteerd door Maarten Breckx, Luk Alloo en Hilde Van Malderen.

## Prijsuitreiking

### Aanloop
De aanvallende middenvelders Dennis Praet en Víctor Vázquez werden op voorhand beschouwd als de topfavorieten. Hans Vanaken, Mathew Ryan, Silvio Proto, Youri Tielemans en Paul-José Mpoku werden in de pers bestempeld als de voornaamste outsiders.

### Winnaar

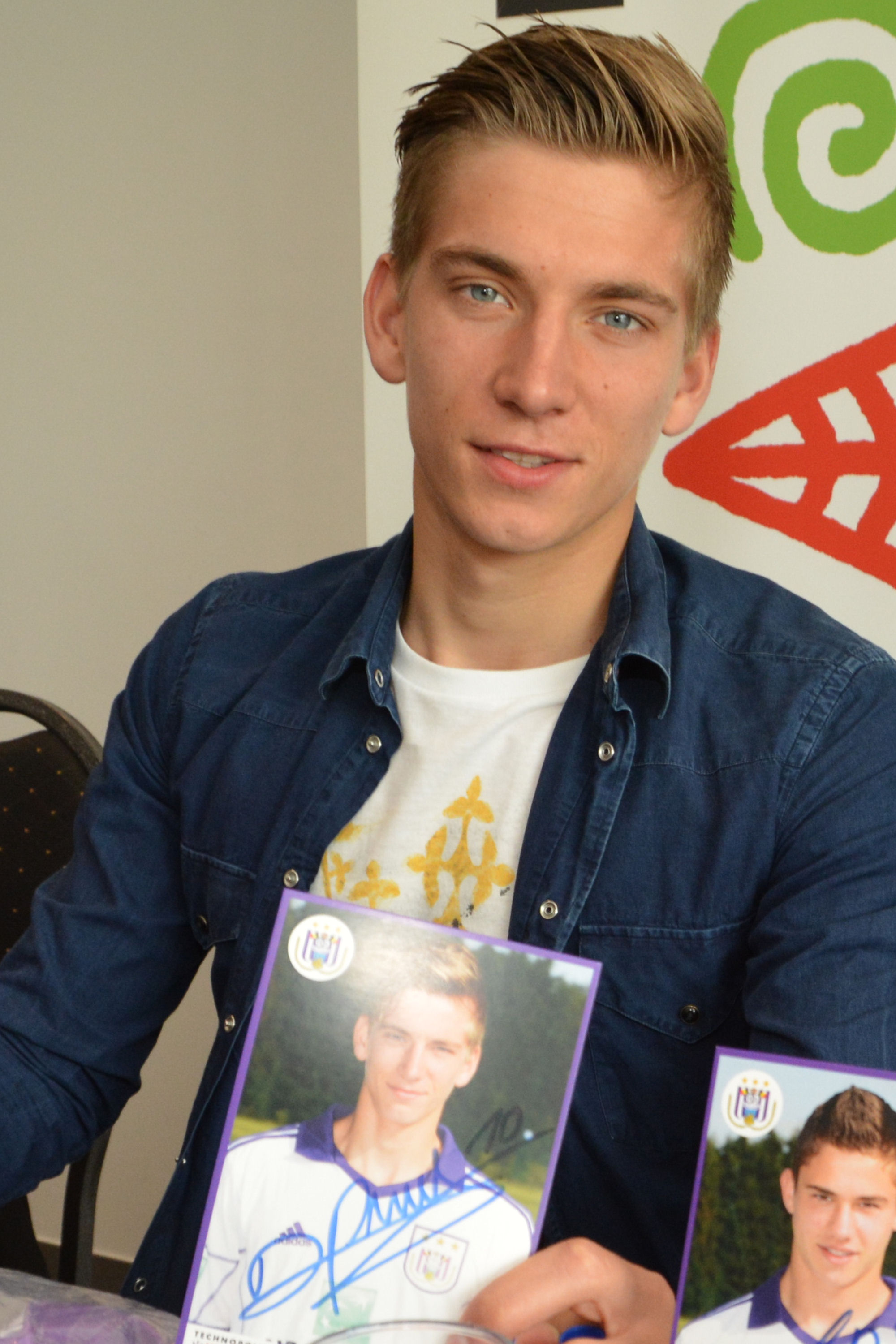
Dennis Praet won de Gouden Schoen met vijf punten voorsprong.

De 20-jarige Dennis Praet maakte zijn favorietenrol waar. De middenvelder begon het jaar 2014 op de linkerflank van RSC Anderlecht. Op die positie leerde de technisch sterke middenvelder verdedigen en werd hij een completere voetballer. In de play-offs van het seizoen 2013/14 won hij met Anderlecht zeven van de tien duels. In de titelwedstrijd tegen KSC Lokeren bezorgde hij zijn team met een doelpunt en een assist de landstitel. Ook het seizoen 2014/15 startte hij als linkermiddenvelder, maar na enkele maanden werd hij door trainer Besnik Hasi opnieuw als nummer tien uitgespeeld. Op die positie groeide hij uit tot een van de belangrijkste spelers van het elftal en begon hij ook vaker te scoren. In de eerste helft van het seizoen 2014/15 was hij trefzeker in de competitie, beker en UEFA Champions League. Bovendien wist Anderlecht via het kampioenenbal ook Europees te overwinteren. Het leverde Praet de interesse op van onder meer Juventus en Borussia Dortmund.
De eerste stemronde werd gewonnen door Hans Vanaken. De middenvelder die in maart 2014 de beker won met Lokeren verzamelde 122 punten, bijna dubbel zoveel als Thorgan Hazard en Cheikhou Kouyaté, die respectievelijk tweede en derde werden. Na het bekendmaken van de stemmen van de journalisten werd de jonge Limburger voorbijgestoken door de twee topfavorieten. Vázquez belandde op de eerste plaats, Praet op tweede. Na het bekendmaken van de punten van de scheidsrechters, trainers en leden van de KBVB sprong Praet over Vázquez naar de leiding. Ook na de vierde en laatste reeks punten bleef Praet aan de leiding. In zijn dankwoord stond de middenvelder van Anderlecht stil bij het overlijden van Junior Malanda.

### Nevenprijzen
Naast de hoofdprijs werden er ook zes nevenprijzen uitgedeeld. Víctor Vázquez scoorde het mooiste doelpunt van het jaar. Ploeggenoot Mathew Ryan van Club Brugge werd verkozen tot beste doelman. Zijn prijs werd in ontvangst genomen door zijn coach Michel Preud'homme. Youri Tielemans van RSC Anderlecht veroverde de trofee voor beste belofte. Zijn trainer Besnik Hasi kreeg de prijs voor beste coach. Thibaut Courtois volgde zichzelf op als beste Belg in het buitenland en Shana Sonck, de vriendin van Laurent Depoitre, ontving de Gouden Pump voor mooiste spelersvrouw.

## Uitslag
| Nr. | Land                    | Naam                 | Club(s)                             | Ptn. |
| --- | ----------------------- | -------------------- | ----------------------------------- | ---- |
| 1.  | Vlag van België         | Dennis Praet         | RSC Anderlecht                      | 250  |
| 2.  | Vlag van Spanje         | Víctor Vázquez       | Club Brugge                         | 245  |
| 3.  | Vlag van België         | Hans Vanaken         | KSC Lokeren                         | 162  |
| 4.  | Vlag van Australië      | Mathew Ryan          | Club Brugge                         | 120  |
| 5.  | Vlag van België         | Silvio Proto         | RSC Anderlecht                      | 101  |
| 6.  | Vlag van België         | Thorgan Hazard       | Zulte Waregem / Mönchengladbach     | 65   |
| 7.  | Vlag van Senegal        | Cheikhou Kouyaté     | RSC Anderlecht / West Ham United    | 62   |
| 8.  | Vlag van België         | Youri Tielemans      | RSC Anderlecht                      | 39   |
| 9.  | Vlag van Congo-Kinshasa | Chancel Mbemba       | RSC Anderlecht                      | 33   |
| 10. | Vlag van België         | Michy Batshuayi      | Standard Luik / Olympique Marseille | 29   |
| 11. | Vlag van Tunesië        | Hamdi Harbaoui       | KSC Lokeren / Qatar SC              | 26   |
| "   | Vlag van België         | Anthony Vanden Borre | RSC Anderlecht                      | 26   |
| 13. | Vlag van Israël         | Lior Refaelov        | Club Brugge                         | 23   |
| 14. | Vlag van België         | Laurent Ciman        | Standard Luik                       | 22   |
| 15. | Vlag van België         | Paul-José Mpoku      | Standard Luik                       | 14   |
| 16. | Vlag van België         | Massimo Bruno        | RSC Anderlecht / Red Bull Salzburg  | 12   |
| 17. | Vlag van België         | Thomas Meunier       | Club Brugge                         | 11   |
| 18. | Vlag van Servië         | Aleksandar Mitrović  | RSC Anderlecht                      | 10   |
| 19. | Vlag van België         | Olivier Deschacht    | RSC Anderlecht                      | 9    |
| 20. | Vlag van Honduras       | Andy Najar           | RSC Anderlecht                      | 7    |
| 21. | Vlag van Frankrijk      | Neeskens Kebano      | Sporting Charleroi                  | 5    |
| "   | Vlag van Frankrijk      | Teddy Chevalier      | KV Kortrijk                         | 5    |
| "   | Vlag van België         | Timmy Simons         | Club Brugge                         | 5    |
| 24. | Vlag van Frankrijk      | William Vainqueur    | Standard Luik / Dinamo Moskou       | 4    |
| "   | Vlag van Japan          | Eiji Kawashima       | Standard Luik                       | 4    |
| "   | Vlag van België         | Sammy Bossut         | Zulte Waregem                       | 4    |
| 27. | Vlag van België         | Matz Sels            | KAA Gent                            | 3    |
| "   | Vlag van Mali           | Abdoulay Diaby       | Moeskroen-Péruwelz                  | 3    |
| "   | Vlag van Denemarken     | Alexander Scholz     | KSC Lokeren                         | 3    |
| "   | Vlag van België         | Björn Engels         | Club Brugge                         | 3    |
| "   | Vlag van België         | Thomas Buffel        | KRC Genk                            | 3    |
| 32. | Vlag van Frankrijk      | Julian Michel        | Moeskroen-Péruwelz                  | 2    |
| "   | Vlag van België         | Brandon Mechele      | Club Brugge                         | 2    |
| "   | Vlag van België         | Maxime Lestienne     | Club Brugge / Genoa                 | 2    |
| "   | Vlag van België         | Davy De fauw         | Zulte Waregem                       | 2    |
| "   | Vlag van Kameroen       | Sébastien Siani      | KV Oostende                         | 2    |
| "   | Vlag van België         | Sven Kums            | Zulte Waregem / KAA Gent            | 2    |
| "   | Vlag van België         | Jelle Van Damme      | Standard Luik                       | 2    |
| 39. | Vlag van België         | Benito Raman         | KV Kortrijk / KAA Gent              | 1    |
| "   | Vlag van België         | Stijn De Smet        | KV Kortrijk                         | 1    |
| "   | Vlag van België         | Igor de Camargo      | Standard Luik                       | 1    |
| "   | Vlag van Congo-Kinshasa | Christian Kabasele   | KAS Eupen / KRC Genk                | 1    |
| "   | Vlag van Hongarije      | László Köteles       | KRC Genk                            | 1    |
| "   | Vlag van Guinee         | Ibrahima Conté       | Zulte Waregem / RSC Anderlecht      | 1    |
| "   | Vlag van België         | Sébastien Dewaest    | Sporting Charleroi                  | 1    |
| "   | Vlag van Schotland      | Tony Watt            | Lierse SK / Standard Luik           | 1    |
| "   | Vlag van België         | Jelle Vossen         | KRC Genk / Middlesbrough            | 1    |
| "   | Vlag van Congo-Kinshasa | Hervé Kage           | KAA Gent / KRC Genk                 | 1    |

1954 · 
1955 · 
1956 · 
1957 · 
1958 · 
1959 · 
1960 · 
1961 · 
1962 · 
1963 · 
1964 · 
1965 · 
1966 · 
1967 · 
1968 · 
1969 · 
1970 · 
1971 · 
1972 · 
1973 · 
1974 · 
1975 · 
1976 · 
1977 · 
1978 · 
1979 · 
1980 · 
1981 · 
1982 · 
1983 · 
1984 · 
1985 · 
1986 · 
1987 · 
1988 · 
1989 · 
1990 · 
1991 · 
1992 · 
1993 · 
1994 · 
1995 · 
1996 · 
1997 · 
1998 · 
1999 · 
2000 · 
2001 · 
2002 · 
2003 · 
2004 · 
2005 · 
2006 · 
2007 · 
2008 · 
2009 · 
2010 · 
2011 · 
2012 · 
2013 · 
2014 · 
2015 · 
2016 · 
2017 ·
2018 ·
2019 ·
2020 ·
2022 ·
2023 ·
2024